# Эрскин, Шипли, 14-й граф Бьюкен
Шипли Гордон Стюарт Эрскин, 14-й граф Бьюкен (англ. Shipley Gordon Stuart Erskine, 14th Earl of Buchan; 27 февраля 1850 — 16 апреля 1934) — шотландский дворянин и землевладелец. Он носил титул учтивости — лорд Кардросс с 1857 по 1898 год.

## Происхождение
Родился 27 февраля 1850 года. Старший сын Дэвида Стюарта Эрскина, 13-го графа Бьюкена (1815—1898), и его жены Агнес Грэм Смит (? — 1875), дочери Джеймса Смита из Крейгенда. Он получил образование в школе Харроу .

## Карьера
Шипли Эрскин занимал должность мирового судьи и заместителя лейтенанта в графствах Кембриджшир и Линлитгоушир.
3 декабря 1898 года после смерти своего отца Шипли Гордон Стюарт Эрскин унаследовал титулы 14-го графа Бьюкена (Пэрство Шотландии), 14-го лорда Охтерхауса (Пэрство Шотландии) и 9-го лорда Кардросса (Пэрство Шотландии).
Лорд Бьюкен был консерватором в политике, но провел большую часть своей жизни, занимаясь конным спортом и досугом. В 1911 году он приобрел 4000 акров сельскохозяйственных угодий в Ньери, Кения .
Лорд Кардросс был членом и сторонником антисемитской группы «Британцы», пожертвовав 30 фунтов стерлингов в 1922 году.
Лорд Бьюкен скончался 16 апреля 1934 года в своей резиденции в Челси, Лондон.

## Семья
9 ноября 1876 года Бьюкен женился на Розали Луизе Сарторис (1859 — 29 января 1943), дочери капитана Жюля-Александра Сарториса, потомка швейцарской семьи Сарторис. У супругов было четверо детей:
- Рональд Дуглас Стюарт Мар Эрскин, 15-й граф Бьюкен (6 апреля 1878 — 18 декабря 1960), умер неженатым[1]
- Леди Мюриэль Агнес Стюарт Эрскин (15 апреля 1879 — 23 октября 1967), в 1903 году она вышла замуж за достопочтенного Чарльза Хиткота-Драммонда-Уиллоуби[1]
- Леди Марджори Глэдис Стюарт Эрскин (7 сентября 1880—1910), умерла незамужней в Авиморе после того, как пропала без вести в течение нескольких недель[6]
- Леди Эвелин Хильда Стюарт Эрскин (21 марта 1883 — 21 июля 1939), в 1903 году она вышла замуж за Уолтера Гиннесса, 1-го барона Мойна[1], убитого еврейскими террористами[7].